# Produkcja entropii

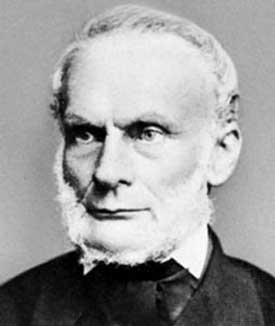
Rudolf Clausius

Produkcja entropii – parametr określający wydajność maszyn cieplnych takich jak elektrownie, silniki cieplne, chłodziarki, pompy cieplne i klimatyzatory. Odgrywa również kluczową rolę w termodynamice procesów nieodwracalnych.

## Historia
Entropia powstaje w trakcie procesów nieodwracalnych. Znaczenie unikania nieodwracalnych procesów (czyli zmniejszenie produkcji entropii) zostało zauważone już w 1824 roku przez Nicolasa Léonarda Sadi Carnota. W 1867 r. Rudolf Clausius, twórca pojęcia entropii, wydał rozszerzoną wersję swojej pracy naukowej z 1854 roku, dotyczącej pojęcia „unkompensierte Verwandlungen” (niewyrównane transformacje), które w nowoczesnej nomenklaturze będzie nosiło nazwę „produkcja entropii”. W tej samej pracy Clausius wprowadził nazwę „entropia” i dołączył równanie (71), w którym produkcja entropii jest zaznaczona jako {\displaystyle N} – wygląda ono tak:
{\displaystyle N=S-S_{0}-\int {\frac {dQ}{T}},}
gdzie:
- {\displaystyle S,} {\displaystyle S_{0}} – odpowiednio entropię w stanie końcowym i początkowym,
- {\displaystyle Q} – ciepło,
- {\displaystyle T} – temperatura.

Ze wzoru wynika, że {\displaystyle N=0,} gdy proces jest odwracalny, a {\displaystyle N>0,} gdy proces jest nieodwracalny.

## I i II zasada termodynamiki
Szybkość produkcji entropii, oznaczone jako {\displaystyle {\dot {S}}_{i},} jest kluczowym elementem II zasady termodynamiki dla otwartych układów niejednorodnych. Jest ono przedstawione we wzorze:
{\displaystyle {\frac {\mathrm {d} S}{\mathrm {d} t}}=\Sigma _{k}{\frac {{\dot {Q}}_{k}}{T_{k}}}+\Sigma _{k}{\dot {S}}_{k}+\Sigma _{k}{\dot {S}}_{ik}\quad {\text{i}}\quad {\dot {S}}_{ik}\geqslant 0.}
gdzie:
- {\displaystyle S} – entropia układu, {\displaystyle T_{k}} – temperatura, przy której strumień ciepła {\displaystyle Q_{k}} dostaje się do układu,
- {\displaystyle {\dot {S}}_{k}={\dot {n}}_{k}S_{mk}={\dot {m}}_{k}s_{k}} – przepływ entropii do układu w pozycji {\displaystyle _{k}}
- {\displaystyle {\dot {n}}_{k},{\dot {m}}_{k}} – przepływ molowy i przepływ masowy,
- {\displaystyle S_{mk}} i {\displaystyle S_{k}} – entropia molowa (entropia wynikająca z przepływu cząstek w przeliczaniu na mole) i entropia właściwa (entropia wynikająca z przepływu masy w przeliczeniu na jednostkę masy) substancji dopływającej do układu;
- {\displaystyle {\dot {S}}_{ik}} – produkcja entropii w wyniku procesów wewnętrznych.
- {\displaystyle _{i}} – odnosi się do faktu, iż entropia wytwarzana jest przez procesy odwracalne (wartość produkcji entropii w każdym procesie występującym w przyrodzie zawsze ma wartość zerową lub dodatnią, jest to istotny aspekt II zasady termodynamiki),
- {\displaystyle \Sigma } – suma algebraiczna udziału strumienia ciepła, przepływu materii i procesów wewnętrznych.

Aby wykazać wpływ drugiego prawa termodynamiki oraz rolę produkcji entropii, należy połączyć je z I zasadą termodynamiki, jak na poniższym wzorze:
{\displaystyle {\frac {\mathrm {d} U}{\mathrm {d} t}}=\Sigma _{k}{\dot {Q}}_{k}+\Sigma _{k}{\dot {H}}_{k}-\Sigma _{k}p_{k}{\frac {\mathrm {d} V_{k}}{\mathrm {d} t}}+P}
gdzie:
- {\displaystyle U} – energia wewnętrzna układu;
- {\displaystyle {\dot {H}}_{k}={\dot {n}}_{k}H_{mk}={\dot {m}}_{k}h_{k}} – wzór oznacza, że entalpia razem z materią dopływa do układu
- {\displaystyle H_{mk}} – entalpia wyrażona w molach
- {\displaystyle h_{k}} – entalpia właściwa (in. entalpia wyrażona w jednostkach masy);
- {\displaystyle {\frac {\mathrm {d} V_{k}}{\mathrm {d} t}}} – wartości zmiany objętości układu w wyniku przesunięcia granicy w pozycji {\displaystyle _{k},}
- {\displaystyle p_{k}} – ciśnienie będące poza tą granicą;
- {\displaystyle P} – wszystkie inne formy zastosowania energii (np. elektryczna).

## Przykłady procesów nieodwracalnych
Entropia jest produkowana w procesach nieodwracalnych. Przykładami procesów nieodwracalnych są:
- przepływ ciepła przez rezystancję termiczną,
- dyfuzja,
- reakcje chemiczne,
- tarcie między stałymi powierzchniami,
- lepkość płynu w układzie,
- ciepło Joule’a.

## Wydajność silników cieplnych i chłodziarek

### Silniki cieplne
Pierwsze i drugie prawo termodynamiki w przypadku silników cieplnych przyjmują następującą formę:
{\displaystyle 0={\dot {Q}}_{H}-{\dot {Q}}_{a}-P}
lub
{\displaystyle 0={\frac {{\dot {Q}}_{H}}{T_{H}}}-{\frac {{\dot {Q}}_{a}}{T_{a}}}+{\dot {S}}_{i}.}
gdzie:
- {\displaystyle {\dot {Q}}_{H}} – ciepło dostarczane w wysokiej temperaturze {\displaystyle (T_{H}),}
- {\displaystyle {\dot {Q}}_{a}} – ciepło usunięte z temperatury panującej w otoczeniu {\displaystyle (T_{A}),}
- {\displaystyle P} – moc dostarczana przez silnik.

Usunięcie ze wzoru {\displaystyle {\dot {Q}}_{a}} daje:
{\displaystyle P={\frac {T_{H}-T_{a}}{T_{H}}}{\dot {Q}}_{H}-T_{a}{\dot {S}}_{i}.}
Wydajność jest określona przez:
{\displaystyle \eta ={\frac {P}{{\dot {Q}}_{H}}}.}
Jeśli {\displaystyle {\dot {S}}_{i}=0,} to wydajność jest w swoim maksimum, a jego sprawność jest równa sprawności Carnota
{\displaystyle \eta _{C}={\frac {T_{H}-T_{a}}{T_{H}}}.}

### Chłodziarki
Pierwsze i drugie prawo termodynamiki w przypadku chłodziarek przyjmują następującą formę:
{\displaystyle 0={\dot {Q}}_{L}-{\dot {Q}}_{a}+P}
lub
{\displaystyle 0={\frac {{\dot {Q}}_{L}}{T_{L}}}-{\frac {{\dot {Q}}_{a}}{T_{a}}}+{\dot {S}}_{i}.}
{\displaystyle P} to moc dostarczana do wytwarzania mocy chłodzącej {\displaystyle ({\dot {Q}}_{L})} w niskiej temperaturze {\displaystyle (T_{L}).} Usunięcie ze wzoru {\displaystyle {\dot {Q}}_{a}} daje:
{\displaystyle {\dot {Q}}_{L}={\frac {T_{L}}{T_{a}-T_{L}}}(P-T_{a}{\dot {S}}_{i}).}
Współczynnik wydajności chłodzącej chłodziarek jest określona przez:
{\displaystyle \xi ={\frac {{\dot {Q}}_{L}}{P}}.}
Jeśli {\displaystyle {\dot {S}}_{i}=0,} to wydajność chłodziarki jest w swoim maksimum. Współczynnik wydajności chłodzącej jest podany przez współczynnik wydajności chłodzącej Carnota
{\displaystyle \xi _{C}={\frac {T_{L}}{T_{a}-T_{L}}}.}

### Dyssypacja energii
W obu przykładach znajduje się {\displaystyle T_{a}{\dot {S}}_{i},} który zmniejsza wydajność układów. Wynik ten w temperaturze pokojowej oraz (średnia) szybkość produkcji entropii {\displaystyle P_{diss}-T_{a}{\dot {S}}_{i}} noszą nazwę „dyssypacja energii”.

## Równoważność z innymi sformułowaniami
Interesujące jest badanie zależności między matematyczną formułą II zasady termodynamiki a innymi znanymi formułami tej zasady. Aby je wykonać, należy najpierw spojrzeć na silnik cieplny, zakładając, że {\displaystyle {\dot {S}}_{a}=0.} Innymi słowy, wymiana ciepła {\displaystyle ({\dot {Q}}_{a})} całkowicie zostaje przekształcona w energię. W tym przypadku II zasada dynamiki zredukuje się do
{\displaystyle 0={\frac {{\dot {Q}}_{H}}{T_{H}}}+{\dot {S}}_{i}.}
Ponieważ {\displaystyle {\dot {Q}}_{H}\geqslant 0,} a {\displaystyle T_{H}>0,} powodowałoby, że {\displaystyle {\dot {S}}_{i}<0,} co narusza warunek, że produkcja entropii zawsze przyjmuje wartość dodatnią. Dlatego: Nie jest możliwy proces, którego jedynym skutkiem byłoby pobranie pewnej ilości ciepła ze zbiornika i zamiana go w równoważną ilość pracy. Zdanie to jest sformułowaniem II zasady termodynamiki przez Kelvina.
Spójrzmy teraz na przykład chłodziarki i załóżmy, że moc wejściowa wynosi zero. Innymi słowy – ciepło jest transportowane z niskiej temperatury do wysokiej temperatury, bez wykonywania pracy. I zasada z {\displaystyle P=0} da:
{\displaystyle {\dot {Q}}_{L}={\dot {Q}}_{a},}
natomiast drugie prawo da:
{\displaystyle 0={\frac {{\dot {Q}}_{L}}{T_{L}}}-{\frac {{\dot {Q}}_{L}}{T_{a}}}+{\dot {S}}_{i}}
lub
{\displaystyle {\dot {S}}_{i}={\dot {Q}}_{L}\left({\frac {1}{T_{a}}}-{\frac {1}{T_{L}}}\right).}
Ponieważ {\displaystyle {\dot {Q}}_{L}\geqslant 0,} a {\displaystyle T_{a}>T_{L},} powodowałoby, że {\displaystyle {\dot {S}}_{i}<0} co ponownie narusza warunek, że produkcja entropii zawsze przyjmuje wartość dodatnią. Dlatego: Nie istnieje proces termodynamiczny, którego jedynym wynikiem byłoby pobranie ciepła ze zbiornika o temperaturze niższej i przekazanie go do zbiornika o temperaturze wyższej. Zdanie to jest sformułowaniem II zasady termodynamiki przez Clausiusa.

## Wyrażenia dotyczące produkcji entropii

### Wymiana cieplna
W przypadku wymiany ciepła {\displaystyle ({\dot {Q}})} z {\displaystyle T_{1}} do {\displaystyle T_{2}} szybkość produkcji entropii jest podawana przez:
{\displaystyle {\dot {S}}_{i}={\dot {Q}}\left({\frac {1}{T_{2}}}-{\frac {1}{T_{1}}}\right).}
Jeśli ciepło przepływa na długości {\displaystyle L,} to pole przekroju poprzecznego {\displaystyle A,} przewodność ciepła {\displaystyle K} i różnica temperatura są niewielkie:
{\displaystyle {\dot {Q}}=\kappa {\frac {A}{L}}(T_{1}-T_{2}),}
natomiast szybkość produkcji entropii wynosi:
{\displaystyle {\dot {S}}_{i}=\kappa {\frac {A}{L}}{\frac {(T_{1}-T_{2})^{2}}{T_{1}T_{2}}}.}

### Przepływ materii
W przypadku przepływu materii {\displaystyle ({\dot {V}})} z ciśnienia {\displaystyle p_{1}} do {\displaystyle p_{2}{:}}
{\displaystyle {\dot {S}}_{i}=-\int _{1}^{2}{\frac {\dot {V}}{T}}\mathrm {d} p.}
Jeśli nastąpi niewielki spadek ciśnienia lub jeśli chcemy określić konduktancję {\displaystyle C} przez {\displaystyle {\dot {V}}=C(p_{1}-p_{2}),} powinniśmy użyć wzoru:
{\displaystyle {\dot {S}}_{i}=C{\frac {(p_{1}-p_{2})^{2}}{T}}.}
Zależności {\displaystyle {\dot {S}}_{1}} w {\displaystyle (T_{1}-T_{2})} i {\displaystyle (p_{1}-p_{2})} są kwadratowe. Są one typowe w wyrażaniu wartości produkcji entropii. Gwarantują one, że produkcja entropii jest dodatnia.

### Entropia mieszania
W tej sekcji będziemy obliczali entropię mieszania, gdy dwa gazy doskonałe dyfundują do siebie. Rozważmy objętość {\displaystyle V_{t}} podzieloną na dwie objętości {\displaystyle V_{1}} i {\displaystyle V_{2},} dzięki czemu {\displaystyle V_{t}=V_{1}+V_{2}.} Objętość {\displaystyle V_{a}} będzie zawierała {\displaystyle n_{a}} moli gazu doskonałego {\displaystyle a,} natomiast objętość {\displaystyle V_{b}} będzie zawierała {\displaystyle n_{b}} moli gazu doskonałego {\displaystyle b.} Łączna ilość to {\displaystyle n_{t}=n_{a}+n_{b}.} Temperatura i ciśnienie w obydwóch objętościach jest taka sama. Entropia na początku jest podawana przez wzór:
{\displaystyle S_{t1}=S_{a1}+S_{b1}.}
Jeśli przedział między dwiema objętościami zostanie usunięta, to gazy te rozprężą się, porównywanie do efektu Joule’a-Thomsona. W stanie końcowym temperatura jest taka sama jak na początku, jednakże obydwa gazy przyjmują objętość {\displaystyle V_{1}.} Stosunek entropii w {\displaystyle n} molach gazu doskonałemu wynosi
{\displaystyle S=nC_{V}\ln {\frac {T}{T_{0}}}+nR\ln {\frac {V}{V_{0}}}.}
{\displaystyle C_{v}} to molowa pojemność cieplna w stałej objętości (podana w molach); {\displaystyle R} to stała gazowa gazu doskonałego (podana w molach). Tutejszy układ jest układem zamkniętym adiabatycznie, dlatego entropia zwiększa się, kiedy mieszanina dwóch gazów jest równa do produkcji entropii. Można to wyrazić za pomocą wzoru:
{\displaystyle S_{i}=S_{t2}-S_{t1}.}
Jeśli początkowa i końcowa temperatura są takie same, to terminy związane z temperaturą przestają grać tu rolę, dzięki czemu możemy skupić się terminach związanych z objętością, czego wynikiem jest
{\displaystyle S_{i}=n_{a}R\ln {\frac {V_{t}}{V_{a}}}+n_{b}R\ln {\frac {V_{t}}{V_{b}}}.}
Poznając stężenie gazu za pomocą wzoru {\displaystyle x={\frac {n_{a}}{n_{t}}}={\frac {V_{a}}{V_{t}}},} dochodzimy do dobrze znanego wyrażenia
{\displaystyle S_{i}=-n_{t}R[x\ln x+(1-x)\ln(1-x)].}

### Ekspansja Joule’a
Ekspansja Joule'a (ang. Joule’s expansion) jest podobna do entropii mieszania opisanej powyżej. Odbywa się ona w układzie adiabatycznym składającym się z gazu i dwóch sztywnych zbiorników (a oraz b) jednakowej objętości, połączonych za pomocą zaworu. Na początku zawór jest zakręcony. Zbiornik a zawiera gaz będący pod wysokim ciśnieniem, podczas gdy zbiornik b jest pusty. Kiedy zawór zostanie odkręcony, gaz przemieści się ze zbiornika, a do zbiornika b, dzięki czemu obydwa zbiorniki będą napełnione tą samą ilością gazu. Objętość gazu ulega podwojeniu, kiedy energia wewnętrzna jest stała (adiabatyczna oraz kiedy nie zostanie wykonana praca). Zakładając, że gaz jest doskonały, molowa energia wewnętrzna to {\displaystyle U_{m}=C_{V}T.} Jeśli {\displaystyle C_{v}} jest stała, to stała {\displaystyle U} oznacza stałą {\displaystyle T.} Molowa entropia gazu doskonałego jako funkcja objętości molowej {\displaystyle V_{m}} i {\displaystyle T} jest wyrażona za pomocą wzoru:
{\displaystyle S_{m}=C_{V}\ln {\frac {T}{T_{0}}}+R\ln {\frac {V_{m}}{V_{0}}}.}
Układ, składający się z dwóch zbiorników i gazu, jest zamknięty i adiabatyczny, dlatego produkcja entropii w trakcie procesu jest równa wzrostowi entropii gazu. Zatem podwojenie objętości z {\displaystyle T} stałej daje, że produkcja entropii molowej gazu wynosi:
{\displaystyle S_{mi}=R\ln 2.}

## Interpretacja mikroskopowa
Ekspansja Joule’a daje możliwość wyjaśnienia produkcji entropii w statystycznych, mechanicznych (mikroskopijnych) terminach. Przy zwiększeniu objętości (którą może zająć gaz) podwaja się. To oznacza, że dla każdej cząsteczki są teraz dwie możliwości: może zostać umieszczona w pojemniku A lub B. Jeśli posiadamy jeden mol gazu, liczba cząsteczek jest równa jednej stałej Avogadra {\displaystyle N_{A}.} Wzrost mikroskopijnych możliwości jest czynnikiem 2 na cząsteczkę, co razem daje czynnik 2NA. Stosując ekspansję Boltzmanna (ang. Boltzmann expansion) na entropię:
{\displaystyle S_{m}=k\ln \Omega ,}
ze stałą Boltzmanna {\displaystyle (k)} i {\displaystyle \Omega } mikroskopijnych możliwości do zrealizowania stanu makroskopowego, uzyskamy:
{\displaystyle S_{mi}=k\ln(2^{N_{A}})=kN_{A}\ln 2=R\ln 2.}
Tak więc, w trakcie wykonywania procesu nieodwracalnego liczba mikroskopijnych możliwości do realizacji stanu makroskopowego zwiększa się o pewien czynnik.

## Podstawowe nierówności i warunki stabilności
W tej sekcji będziemy wyjaśniali podstawowe nierówności (ang. basic inequalities) oraz warunki stabilności (ang. stability conditions) dla układów zamkniętych. W przypadku układów zamkniętych wzór na pierwsze prawo termodynamiki redukuje się do:
{\displaystyle {\frac {\mathrm {d} U}{\mathrm {d} t}}={\dot {Q}}-p{\frac {\mathrm {d} V}{\mathrm {d} t}}+P,}
natomiast wzór na drugie prawo termodynamiki zapisujemy jako:
{\displaystyle {\frac {\mathrm {d} S}{\mathrm {d} t}}-{\frac {\dot {Q}}{T}}\geqslant 0.}
Dla układów adiabatycznych {\displaystyle {\dot {Q}}=0,} dlatego {\displaystyle {\frac {\mathrm {d} S}{\mathrm {d} t}}\geqslant 0.} Innymi słowy, entropia systemów adiabatycznych może tylko wzrosnąć. W równowadze entropia osiąga maksimum. Izolowane układy są szczególnym przypadkiem systemów adiabatycznych, dlatego stwierdzenie to jest również ważne dla pojedynczych układów.
Teraz weźmy pod uwagę systemy ze stałą temperaturą i objętością. W większości przypadków {\displaystyle T} oznacza temperaturę otoczenia, z jaką układ znajduje się w dobrym kontakcie termicznym. Ponieważ {\displaystyle V} jest stała, I zasada termodynamiki daje {\displaystyle Q=\mathrm {d} u/\mathrm {d} t-P.} Jeśli podobnie zmienimy II zasadę termodynamiki i użyjemy {\displaystyle T} stałej, uzyskamy:
{\displaystyle {\frac {\mathrm {d} (TS)}{\mathrm {d} t}}-{\frac {\mathrm {d} U}{\mathrm {d} t}}+P\geqslant 0.}
Z energią swobodną Helmholtza określaną za pomocą wzoru
{\displaystyle F=U-TS}
uzyskamy
{\displaystyle {\frac {\mathrm {d} F}{\mathrm {d} t}}-P\leqslant 0.}
Jeśli {\displaystyle P=0,} to jest to matematyczne wyjaśnienie, że energia swobodna układów ze stałą temperaturą i objętością mają tendencję do zmniejszania się do swojego minimum. Ekspresja może być zintegrowana z początkowego stanu {\displaystyle i} do końcowego stanu {\displaystyle f,} powodując, że
{\displaystyle W_{S}\leqslant F_{i}-F_{f},}
gdzie {\displaystyle W_{s}} to praca wykonywana jest przez układ. Jeśli proces wewnątrz systemu jest w pełni odwracalny, to wtedy posiada znak równości. Dlatego maksymalna praca, która może zostać wyekstrahowana z układu, jest równa energii swobodnej stanu początkowego minus energia swobodna stanu końcowego.
W końcu możemy porównać układy ze stałą temperaturą i ciśnieniem oraz przyjąć, że {\displaystyle P=0.} Jeśli {\displaystyle p} jest stała, to I zasada termodynamiki da:
{\displaystyle {\frac {\mathrm {d} U}{\mathrm {d} t}}={\dot {Q}}-{\frac {\mathrm {d} (pV)}{\mathrm {d} t}}.}
W kombinacji z II zasadą termodynamiki oraz biorąc pod uwagę, że {\displaystyle T} jest stała, otrzymamy wzór:
{\displaystyle {\frac {\mathrm {d} (TS)}{\mathrm {d} t}}-{\frac {\mathrm {d} U}{\mathrm {d} t}}-{\frac {\mathrm {d} (pV)}{\mathrm {d} t}}\geqslant 0.}
Wraz z entalpią swobodną określoną za pomocą wzoru
{\displaystyle G=U+pV-TS,}
uzyskamy
{\displaystyle {\frac {\mathrm {d} G}{\mathrm {d} t}}\leqslant 0.}

## Układy jednorodne
W układach jednorodnych temperatura i ciśnienie są dobrze zdefiniowane, a wszystkie procesy wewnętrzne są odwracalne. Stąd {\displaystyle {\dot {S}}_{1}=0.} W rezultacie II zasada termodynamiki, pomnożona przez {\displaystyle T,} jest redukowana do:
{\displaystyle T{\frac {\mathrm {d} S}{\mathrm {d} t}}={\dot {Q}}+{\dot {n}}TS_{m}.}
Wraz z {\displaystyle P=0} I zasada termodynamiki otrzymuje wzór
{\displaystyle {\frac {\mathrm {d} U}{\mathrm {d} t}}={\dot {Q}}+{\dot {n}}H_{m}-p{\frac {\mathrm {d} V}{\mathrm {d} t}}.}
Usuwając {\displaystyle {\dot {Q}}} oraz mnożąc z {\displaystyle \mathrm {d} t,} otrzymamy
{\displaystyle \mathrm {d} U=T\mathrm {d} S-p\mathrm {d} V+(H_{m}-TS_{m})\mathrm {d} n.}
Ponieważ
{\displaystyle H_{m}-TS_{m}=G_{m}=\mu ,}
z molową entalpią swobodną {\displaystyle (G_{m})} i molowym potencjałem chemicznym otrzymamy rezultat
{\displaystyle \mathrm {d} U=T\mathrm {d} S-p\mathrm {d} V+\mu \mathrm {d} n.}